# اونتانگاس
هنتانگاس (به اسپانیایی: Hontangas) یک شهرستان در اسپانیا است.